# トラブルメイカー (相川七瀬の曲)
「トラブルメイカー」は相川七瀬6枚目のシングル。1997年2月13日に発売。

## 解説
前作「恋心」の勢いを引き継ぎ自身2番目の売上を記録。TOP10に4週間ランクイン。累計売上は50.8万枚（オリコン調べ）。CDジャケットに若干高めの光沢紙を使用。プロデューサーの織田哲郎は作詞にあたり「彼女の若い頃のことを全部書いておいた」という。ビーイングスタジオでの制作。

## 収録曲
作曲・編曲：織田哲郎
1. トラブルメイカー
  - 作詞：織田哲郎

MVはトンネルの中で撮影。
2. 鳥になれたら
  - 作詞：相川七瀬

ベスト・アルバム『ID』にも収録。
3. トラブルメイカー （オリジナル・カラオケ）

## 収録アルバム
トラブルメイカー
- paraDOX
- ID
- NANASE AIKAWA BEST ALBUM "ROCK or DIE"
- a-box 〜avex Best Hit Collection〜

鳥になれたら
- paraDOX
- ID